# Mania
Mania – zaburzenie psychiczne (niekoniecznie sensu stricto) z grupy zaburzeń afektywnych charakteryzujące się występowaniem podwyższonego (względem eutymii) bądź drażliwego nastroju. Stany maniakalne zazwyczaj opisywane są przez pacjentów jako doświadczenia przyjemne; sprawiające, że czują się szczęśliwi. Pacjenci, których nastrój podczas manii jest drażliwy, nie opisują tego doświadczenia jako przyjemne, szybko się frustrują, a próba wpływu na ich zamiary powoduje u nich nasilenie gniewu bądź występowanie urojeń prześladowczych.
W przypadku drażliwej odmiany manii nadmiar energii odczuwany przez pacjenta zwykle zużywany jest bezproduktywnie lub wręcz destruktywnie (np. spontaniczne i energiczne robienie „porządków” w domu, bez względu na porę dnia, przy czym wyrzucane są też potrzebne lub cenne rzeczy).
Uczucie drażliwości występuje u 80% chorych, obniżony nastrój u 72%, a u 69% jego chwiejność. Typowe uczucie nieuzasadnionej euforii występuje u 71% chorych.

## Najczęstsze objawy manii
- często brak wglądu
- przymus mówienia, gadatliwość zdająca się nie mieć końca (98% chorych)
- pobudzenie psychoruchowe (hiperbulia) (87% chorych)
- zmniejszona potrzeba snu (lub nawet kilkudniowy całkowity brak potrzeby snu, 81% chorych) albo zaburzenia rytmu dobowego
- gonitwa myśli (synonimicznie tachyfrenia, myślotok) (71% chorych)
- odhamowanie seksualne (57% chorych)
- często: trudności w koncentracji
- często: zawyżona samoocena
- niekiedy: zmniejszenie krytycyzmu (podejmowanie lekkomyślnych działań)
- ogólne zwiększenie energii, niekiedy samoistne poczucie siły

## Przyczyny
Przyczyny tego stanu świadomości, pomimo ciągłego wzrostu wiedzy medycznej, wciąż nie są znane dokładnie. Obecnie przypuszcza się, że wystąpienie manii wiąże się ze wzrostem aktywności serotoniny oraz noradrenaliny, czyli przeciwnie do sytuacji stwierdzanej w depresji.
Niektóre choroby somatyczne mogą doprowadzić do wystąpienia manii, są nimi:
- nadczynność tarczycy
- niewydolność nerek
- zespół Cushinga (także wywołany przez kortykosteroidy, jak hydrokortyzon, prednizolon itp.)
- niedobór niacyny, inaczej witaminy B3 lub witaminy PP czyli tzw. pelagra
- Nieprawidłowości związane z mózgiem: infekcje, urazy, oraz zawały mózgu (zatory w naczyniach krwionośnych mózgu) czy nawet nowotwory
- toczeń rumieniowaty układowy
- padaczka skroniowa
- stwardnienie rozsiane
- pląsawica Huntingtona

Substancje psychoaktywne mogące doprowadzić do wystąpienia epizodu manii:
- amfetamina i jej prosto podstawione typowo stymulujące pochodne oraz metabolity (pochodne wielopodstawione w sposób bardziej skomplikowany mają już działanie psychodeliczne)
- cymetydyna
- lewodopa
- kaptopryl
- kokaina
- kortykosteroidy, czyli sterydy kory nadnerczy, na przykład hydrokortyzon i jego syntetyczne o wiele silniejsze pochodne (pomimo zastosowania tylko w leczeniu chorób obwodowych, np. autoimmunologicznych chorób trzewi, mają silne działanie na mózg, zwłaszcza hipokamp, choć nie tylko – będąc substancjami wysoce niepolarnymi przekraczają barierę krew–mózg z wielką łatwością, a w mózgowiu aktywują tamtejsze receptory glukokortykoidowe, które są wszechobecne w organizmie człowieka)

Dowiedziono, że skłonność do poirytowania i agresji, reakcje psychotyczne, stany paranoidalne i poważna depresja mogą wystąpić, szczególnie u chorych cierpiących wcześniej na podobne lub pokrewne zaburzenia psychiczne.
- zmniejszenie objętości i upośledzenie funkcji hipokampu[2][3], poprzez oddziaływanie na receptory glikokortykosteroidowe zlokalizowane w OUN, a także wskutek polekowego zwiększenia stresu oksydacyjnego w tej części mózgowia[4] oraz wpływ na układ dopaminergiczny i neurotensynergiczny[5]
- leki cholinolityczne (rzadko – u osób podatnych)[1], przeciwmalaryczne oraz przeciwwirusowe
- psychodeliki[1] (w przypadku, gdy osoba zażywająca takową substancję znajduje się akurat w dobrym nastroju – bowiem w przypadku zażycia w stanie przygnębienia lub niewyleczonej depresji możliwe są negatywne i wybitnie przykre doznania, tzw. bad-tripy

Mania może wystąpić także podczas leczenia lekami przeciwdepresyjnymi fazy depresyjnej choroby afektywnej dwubiegunowej, wywołując zmianę fazy choroby dwubiegunowej.

## Leczenie
Epizody manii leczy się za pomocą leków stabilizujących nastrój (sole litu) oraz lekami przeciwpadaczkowymi (kwas walproinowy, lamotrygina, niekiedy karbamazepina). Aby szybko opanować zaburzenia zachowania, zwłaszcza wymykające się spod kontroli, w początkowym okresie leczenia manii stosuje się nawet typowe leki przeciwpsychotyczne (olanzapinę, haloperydol). W celu opanowania podniecenia niektórzy lekarze podają benzodiazepiny.

## Mania w języku potocznym
Słowo mania w języku potocznym często używane jest w znaczeniu posiadania pasji. W języku potocznym urojenia prześladowcze często określa się jako manię prześladowczą, jednak pod względem medycznym jest to określenie błędne.

## Klasyfikacja ICD10
| kod ICD10     | nazwa choroby                    |
| ------------- | -------------------------------- |
| ICD-10: F30   | Epizod maniakalny                |
| ICD-10: F30.0 | Hipomania                        |
| ICD-10: F30.1 | Mania bez objawów psychotycznych |
| ICD-10: F30.2 | Mania z objawami psychotycznymi  |
| ICD-10: F30.8 | Inne epizody maniakalne          |
| ICD-10: F30.9 | Epizod maniakalny nieokreślony   |